# Auzers
Auzers – miejscowość i gmina we Francji, w regionie Owernia-Rodan-Alpy, w departamencie Cantal.
Według danych na rok 1990 gminę zamieszkiwały 252 osoby, a gęstość zaludnienia wynosiła 13 osób/km² (wśród 1310 gmin Owernii Auzers plasuje się na 600. miejscu pod względem liczby ludności, natomiast pod względem powierzchni na miejscu 471.).